# Barrot (bateau)
Pour les articles homonymes, voir Barrot et Bau.

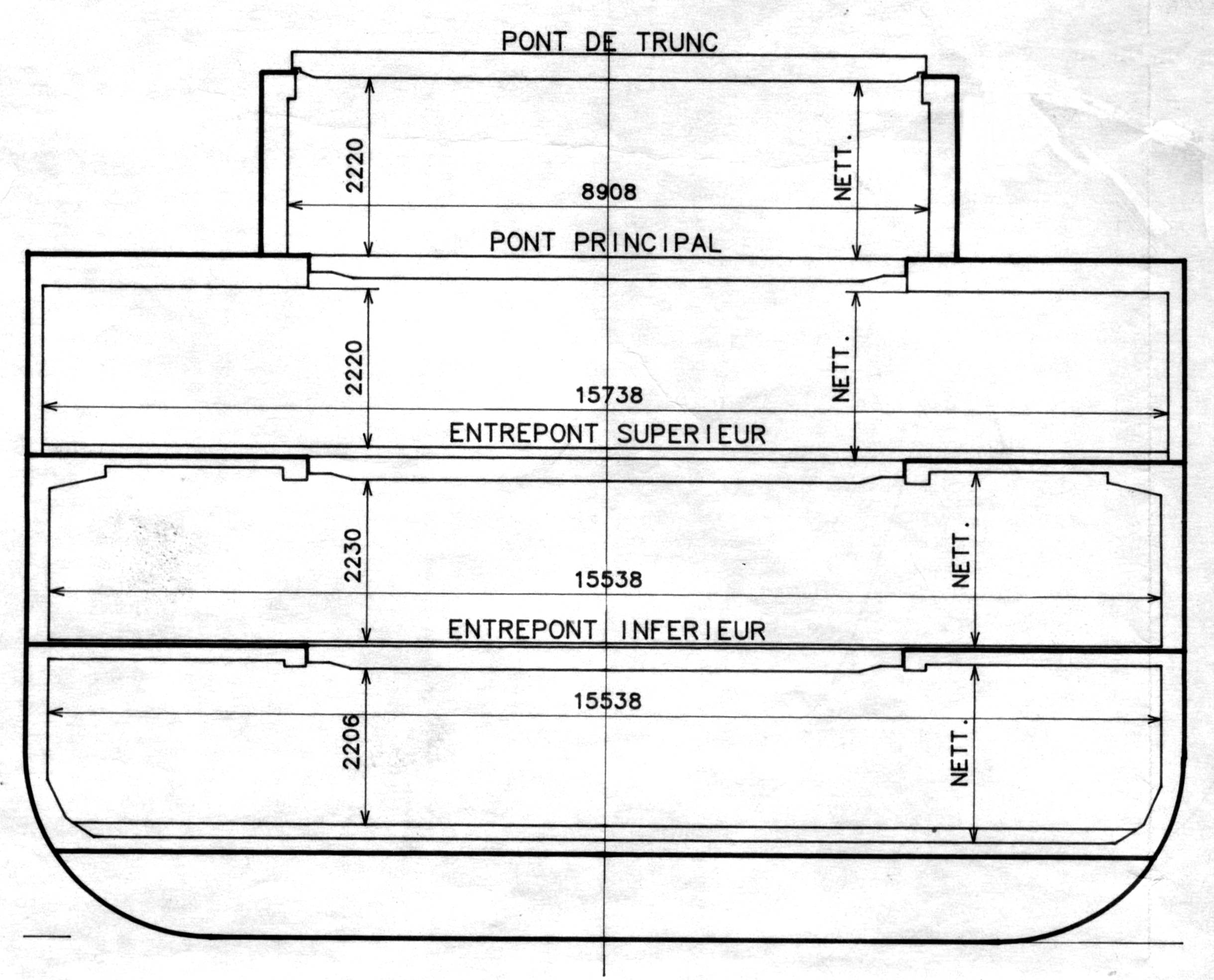
Hauteur sous barrot

Les barrots ou baux sont des pièces transversales du système de construction d'un bateau. Le barrot ou bau renforce le bordé en allant d'un bord à l'autre et soutient également le(s) pont(s). La courbure des barrots de pont crée le bouge.

## Description
Par analogie avec la construction des bâtiments, les barrots sont aux planchers des gaillards et des dunettes, à peu près ce que sont les solives aux planchers des bâtiments sur terre. De même les baux sont à un vaisseau, ce que les poutres sont à un bâtiment. C'est sur eux que sont élevés les bordages des planchers du pont. Dans la marine traditionnelle en bois, la difficulté de trouver des bois qui aient assez de longueur et d'échantillon pour faire généralement tous les baux d'une seule pièce, surtout dans les vaisseaux de ligne, fait qu'ils sont constitués la plupart d'assemblage de deux ou trois pièces, chacune appelée « demi-bau ». 
Si le barrot ne va pas d'un bordé à l'autre, mais d'un bordé à une écoutille par exemple, ou d'une écoutille à une autre écoutille, on le nomme barrotin.
Le maître-bau était le bau placé au plus large de la coque, on parlait donc de largeur au maître bau pour indiquer la plus grande largeur du navire. En France on parle plus facilement de largeur au maître couple.
La jonction des barrots ou baux avec les varangues, était rigidifiée par les courbes – des bois tors ou des équerres en fer – appelées aussi « courbaton », « gousset », « gousset de barrot » ou « courbe des baux » (en anglais knee).
Lorsqu'on donne les caractéristiques d'un bateau on mentionne la hauteur sous barrot disponible. Exemple: 2,20 m minimum en cale pour un transport de palettes. La hauteur sous barrot des aménagements d'un voilier de croisière (1,80  à   1,90 m).
Sur les petits bateaux à cabine, la notion de hauteur sous barrot est un important critère de confort : avoir la hauteur sous barrot signifie pouvoir se tenir debout dans la cabine sans se cogner le crâne aux barrots du pont ou du rouf.
La recherche de la hauteur sous barrot a parfois conduit les architectes navals à concevoir des francs bords ou des  roufs trop hauts, à la fois inesthétiques et dangereux par mauvais temps (fragilité et augmentation du fardage).

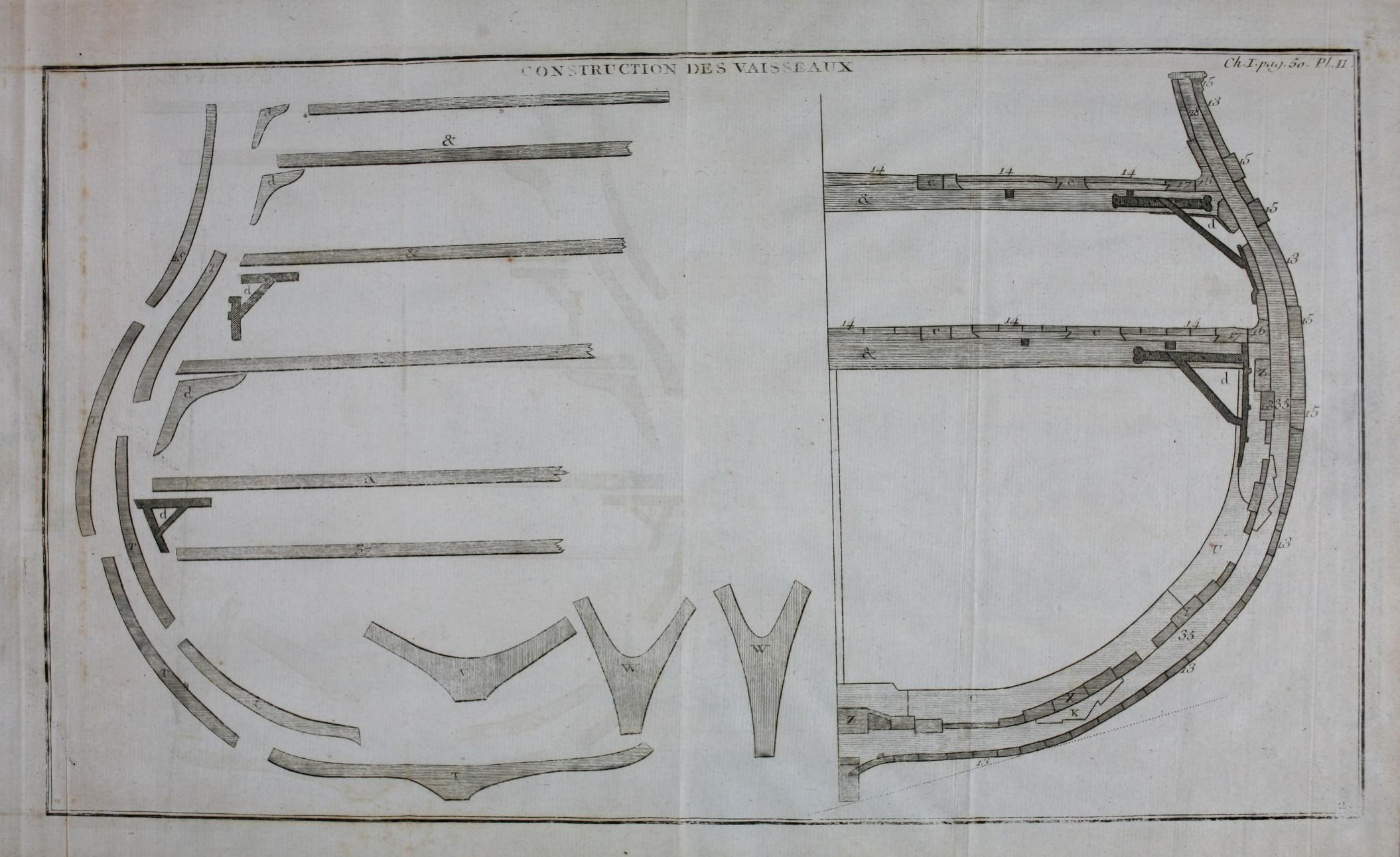
Nicolas Ozanne. Construction des vaisseaux. Membre du vaisseau détachés les uns des autres. d — « courbes des baux » ou « goussets de barrot »; & – baux des ponts, gaillards et dunettes.
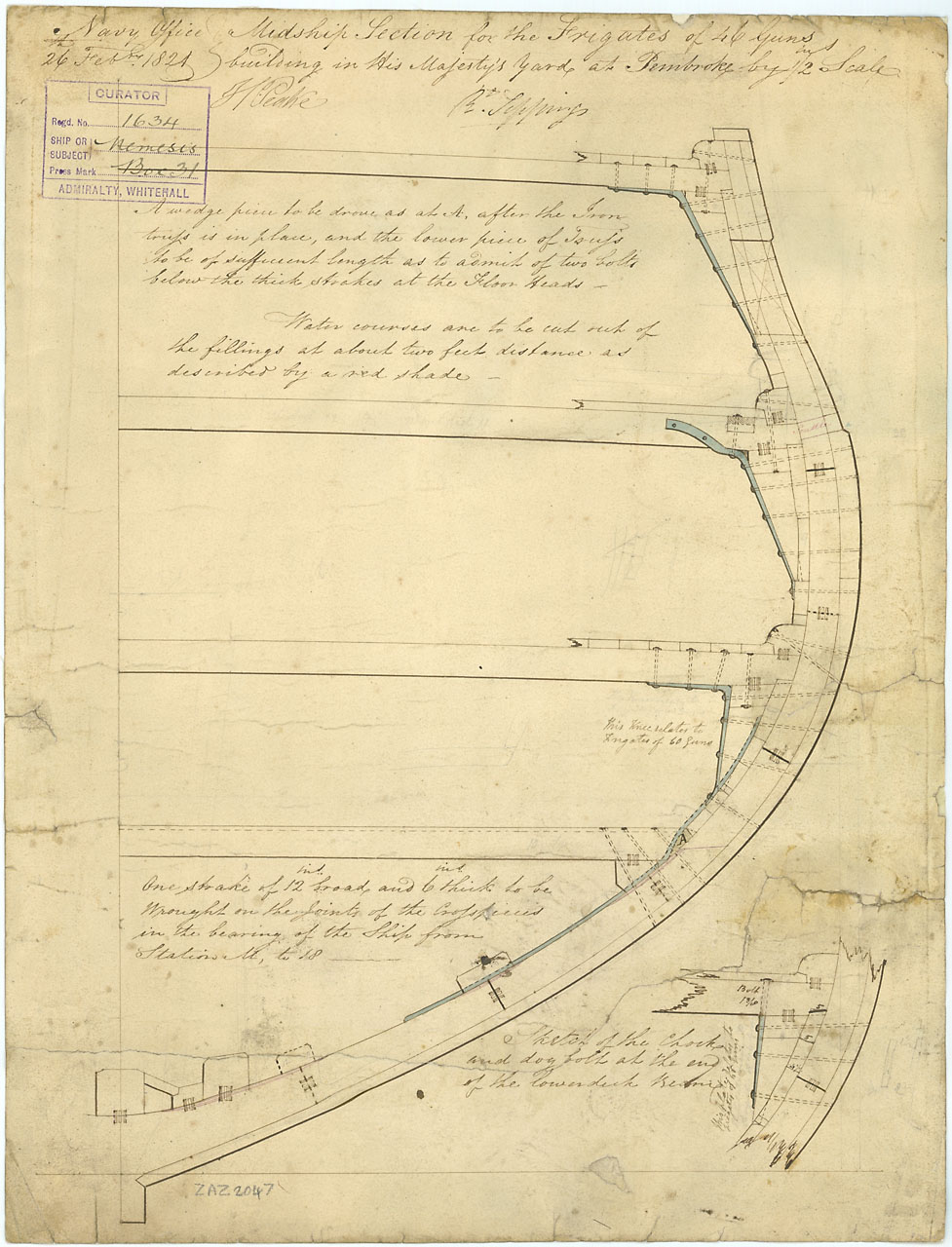
Druid (1825); HMS Nemesis (1826) (en). Emplacement des « knees » dans une charpente en fer.
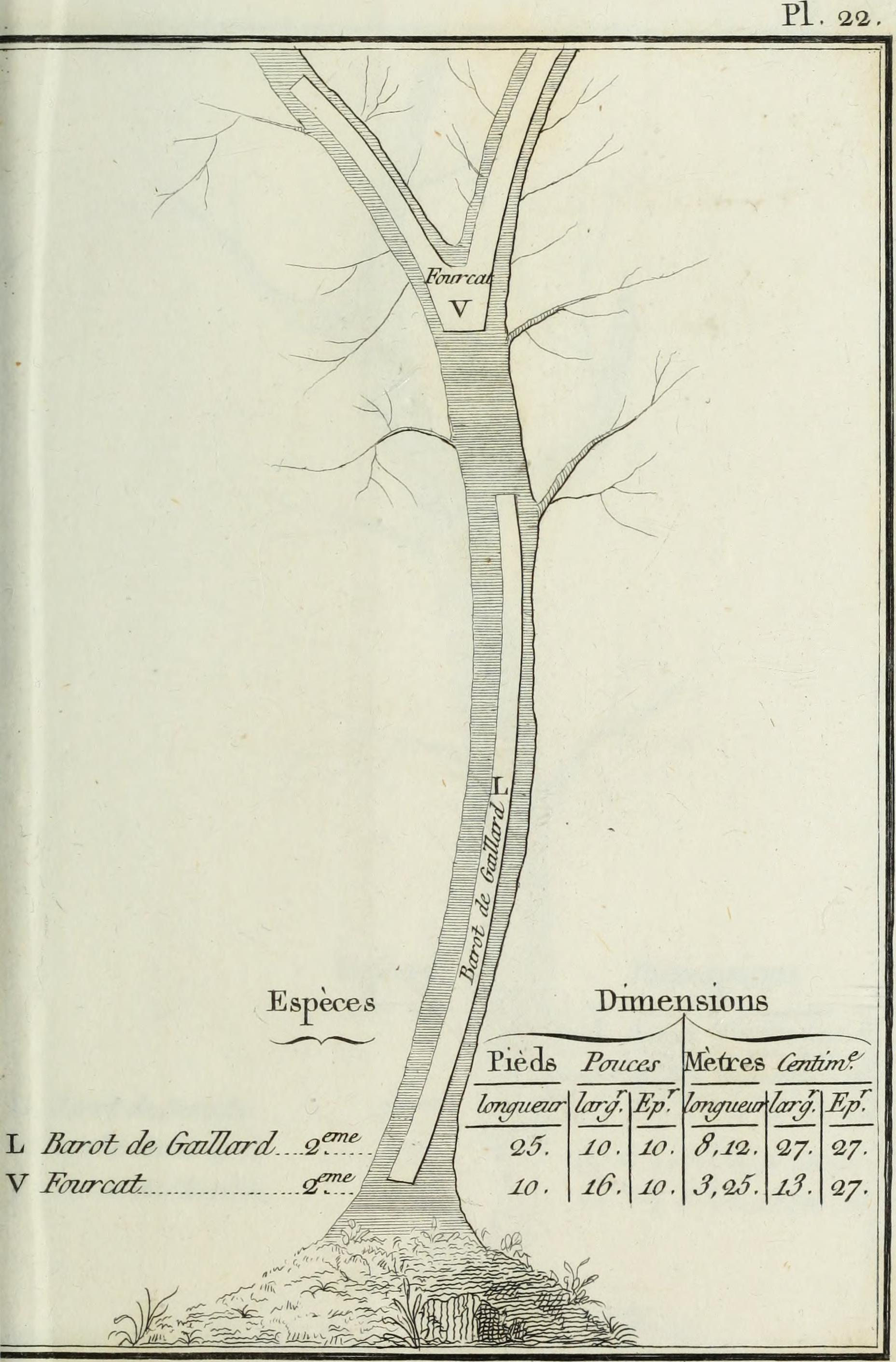
Louis Joseph Marie Achille Goujon, Des bois propres aux constructions navales, manuel à l'usage des agents forestiers et maritimes. Gabarit d'un barot de gaillard